# Ochetellus
Ochetellus – rodzaj mrówek z podrodziny Dolichoderinae. Obejmuje 7 opisanych gatunków.

## Gatunki
- Ochetellus epinotalis Viehmeyer, 1914
- Ochetellus flavipes Kirby, 1896
- Ochetellus glaber  Mayr, 1862
- Ochetellus itoi  Forel, 1900
- Ochetellus punctatissimus  Emery, 1887
- Ochetellus sororis Mann, 1921
- Ochetellus vinsoni  Donisthorpe, 1946